# Pierre Turelure
Pierre Turelure ou de Tourtoulon, mort le 22 juillet 1466, est un prélat français, évêque de Digne au XVe siècle.

## Biographie
Pierre de Turelure est maître en théologie, membre de l'ordre des dominicains et de l'ordre des frères pêcheurs. Il est évêque de Digne en 1445 à 1466. Il participe au concile d'Avignon de 1458.
Pierre Turturel annexe en 1447 diverses chapelonies à la mense capitulaire. Il assiste à la translation des reliques des Saintes-Maries en 1448. On a de Pierre Turturel plusieurs statuts de 1460, confirmés en 1464.